# Prasinocyma stictimargo
Prasinocyma stictimargo là một loài bướm đêm trong họ Geometridae.